# Lettország járásai
Lettország a 2009-es közigazgatási reformig 26 járásra (apriņķis; többes számban: apriņķi – gyakrabban rajon; többes számban: rajoni) és 7 járási jogú városra (lielpilsētas; egyes számban: lielpilsēta) oszlott. Ezek az Európai Unió statisztikai felosztása szerinti LAU1 szintnek feleltek meg. A járások és a járási jogú városok listája (utóbbiakat csillaggal jelöltük):
1. Aizkraukle járás
2. Alūksne járás
3. Balvi járás
4. Bauska járás
5. Cēsis járás
6. Daugavpils járás
7. Daugavpils*
8. Dobele járás
9. Gulbene járás
10. Jēkabpils járás
11. Jelgava járás
12. Jelgava*
13. Jūrmala*
14. Krāslava járás
15. Kuldīga járás
16. Liepāja járás
17. Liepāja*
18. Limbaži járás
19. Ludza járás
20. Madona járás
21. Ogre járás
22. Preiļi járás
23. Rēzekne járás
24. Rēzekne*
25. Rīga járás
26. Rīga*
27. Saldus járás
28. Talsi járás
29. Tukums járás
30. Valka járás
31. Valmiera járás
32. Ventspils járás
33. Ventspils*